# Karl Edvard von Hessenstein
Karl Edvard von Hessenstein (namnet även skrivet Carl Edward), född 12 november 1737, död den 2 april 1769 i Paris, var en tysk och svensk greve och militär. Han var utomäktenskaplig son till Fredrik I och dennes mätress Hedvig Taube.
Karl Edvard blev redan som fyraåring tysk riksgreve och erhöll året därpå (1742) även svensk grevlig värdighet. Alltjämt som barn utnämndes han 1745 till hessisk överste samt 1747 till svensk dito och chef för Garnisonsregementet i Göteborg, det senare en post han innehade till sin död 1769. Han blev riddare av Svärdsorden 1748, generalmajor 1759, erhöll Serafimerorden 1762 och blev generallöjtnant 1765. Han avled ogift och gravsattes i Giekau.
Jämte sin bror och sin syster Hedvig Amalia von Hessenstein figurerar han i Carl Jonas Love Almqvists roman Herrarne på Ekolsund (1847).
Han hade en enda oäkta dotter med Robag, Dorothee Robag (1767, Schleswig-Holstein - Berlin).